# Саксай
Саксай (баш. Сәкрәй) — деревня в Баймакском районе Республики Башкортостан Российской Федерации. Входит в состав Темясовского сельсовета. 

## География

### Географическое положение
Расстояние до:
- районного центра (Баймак): 63 км,
- центра сельсовета (Темясово): 8 км,
- ближайшей железнодорожной станции (Сибай): 122 км.

## История
С 2005 года имеет современный статус, с 2007 года носит  современное название.
Статус деревни посёлок лесоучастка Саксай приобрёл согласно Закону Республики Башкортостан от 20 июля 2005 года № 211-з «О внесении изменений в административно-территориальное устройство Республики Башкортостан в связи с образованием, объединением, упразднением и изменением статуса населенных пунктов, переносом административных центров», ст.1:

6. Изменить статус следующих населенных пунктов, установив тип поселения — деревня:

6) в Баймакском районе:

л) поселка лесоучастка Саксай Темясовского сельсовета;
До 10 сентября 2007 года называлась Деревней Лесоучастка Саксай.. Переименование прошло согласно постановлению Правительства РФ от 10 сентября 2007 г. № 572 «О присвоении наименований географическим объектам и переименовании географических объектов в Республике Адыгея, Республике Башкортостан, Ленинградской, Смоленской и Челябинской областях», вместе с 4 населёнными пунктами района:

 переименовать в Республике Башкортостан:

в Баймакском районе — деревню Лесозавода № 2 в деревню Бетеря, деревню Лесоучастка Саксай в деревню Саксай, деревню фермы Суванякского совхоза в деревню Кугидель, село Центральной усадьбы Зилаирского совхоза в село Ургаза 

## Население
| 2002 | 2009 | 2010 |
| ---- | ---- | ---- |
| 19   | →19  | ↘18  |

Национальный состав
Согласно переписи 2002 года, преобладающая национальность — башкиры (100 %).